# 鈴木亮太郎

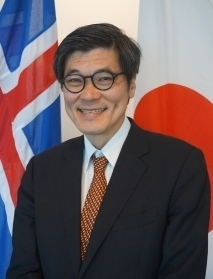
在アイスランド日本国大使館ウェブページより（令和2年5月）

鈴木 亮太郎（すずき りょうたろう、1962年2月21日 - ）は、日本の外交官。大西洋まぐろ類保存国際委員会日本政府代表、中西部太平洋まぐろ類条約委員会日本政府代表等を経て、サモア駐箚特命全権大使。

## 経歴・人物
東京大学法学部第一類卒業。1985年外務省入省。ケンブリッジ大学法学修士。
- 1994年：外務省経済協力局国際機構課首席事務官
- 1996年：在ミャンマー日本国大使館一等書記官
- 1999年：在ウィーン国際機関日本政府代表部一等書記官
- 2001年：在カナダ日本国大使館一等書記官
- 2002年：在カナダ日本国大使館参事官
- 2002年：外務省大臣官房総務課情報公開室長
- 2004年：国際協力銀行開発第一部第一班課長
- 2006年：外務省経済局経済安全保障課企画官兼漁業室長、みなみまぐろ保存委員会日本政府代表、全米熱帯まぐろ類委員会委員・日本政府代表、大西洋まぐろ類保存国際委員会日本政府代表、中西部太平洋まぐろ類条約委員会委員・日本政府代表
- 2008年：農林水産省農林水産技術会議事務局国際研究課長
- 2011年：在スウェーデン日本国大使館参事官（公使）
- 2014年：在ラオス日本国大使館参事官（公使）
- 2016年：経済協力開発機構日本政府代表部参事官（公使）
- 2018年：人事院公務員研修所副所長
- 2021年：駐アイスランド特命全権大使[2]
- 2024年：駐サモア特命全権大使[3]